# Parochiale suevorum
O Parochiale Sueuorum (Paroquial Suevo) ou Divisio Theodemiri (divisão realizada durante o reinado do rei suevo Teodomiro) é um importante manuscrito da segunda metade do século VI, onde se reflete a organização administrativa e mormente eclesiástica do Reino suevo da Galécia, obra do metropolita de Braga Martinho de Dume, contendo uma relação de 132 paróquias (107 igrejas e 25 "pagi"), agrupadas em treze dioceses. A sua importância reside em não existir equivalente na época em nenhuma outra província eclesiástica. Constitui, portanto, uma das referências historiográficas mais importantes para a localização de povos e povoações na Galécia pós-romana, nomeadamente durante o Reino suevo.
A autenticidade do paroquial foi muitas vezes posta em causa, até Pierre David, em 1947, concluir que ele era autêntico, e que foi redigido entre 572 e 589, depois do II Concílio de Braga e já sob reinado de Miro. Menos o preâmbulo com  a carta do rei que é apócrifo, e que seria do século XII. Embora esse preâmbulo seja presente nas 4 cópias do texto do Paroquial suevo, a primeira é da Sé de Lugo, com notas, certamente posteriores, sobre 11 condados da diocese de Lugo, as duas seguintes são do Liber Fidei da Sé de Braga (doc. nº10 e 551), o último é de Santiago de Compostela, com mais 9 “ecclesiae” para a diocese de Iria e sem as de Lugo. O paroquial dá conta duma importante reestruturação na divisão das dioceses do reino suevo, com mais cinco dioceses (Porto,  Tui, Idanha, Lamego e Ourense). Refere à diocese de Britónia (Bretoña, norte da atual província de Lugo), não geográfica mas étnica, criada para os cristãos bretões emigrados na Galécia nos séculos V e VI. O manuscrito indica ademais para as dioceses de Braga, Porto, e Tui a existência de pagi (distritos) especificamente suevos e talvez seguindo o culto ariano.
A densa rede de paróquias na Galécia do século VI que referencia o manuscrito é para alguns historiadores um fato surpreendente pela importante cristianização que reflete, comparado com a nula existência de sés episcopais no resto da faixa Cantábrica da Península Ibérica.

## O preâmbulo com a carta do Rei Teodomiro
IN ANTICO TEMPORE NUMERUS DIOCESUM QUOS UNA QUAEQUE SEDES PRESCRIPTOS HABEBAT.
Tempore Suevorum sub era DCVII die kalendarum Januarii, Theodomirus princeps idem Suevorum concilium in civitate Luco fieri precepit ad confirmandam fidem catholicam vel pro diversis Ecclesiae causis. Postquam peregerunt quicquid se concilio ingerebat diresit idem rex epistolam suam ad episcopos qui ibi erant congregati continentem haec:
Cupio, sanctissimi Patres, ut provida utilitate decernatis in provincia regni nostri, quia in tota Galleciae regione spaciosae satis dioceses a paucis episcopis tenentur, ita ut aliquantae ecclesiae per singulos annos vix possint a suo episcopo visitari. Insuper tantae provinciae unus tantumodo metropolitanus episcopus ptaeest ut de extremis quibusque parrochiis longum sit singulis annis ad concilium convenire.
Dum hanc epistolam episcopi legerunt, elegerunt in sinodo ut sedes Lucensis esset metropolitana sicut et Bracara, quia ibi erat terminus de confinitimis episcopis, et quia ad ipsum locum Lucensem grandis semper erat convencio Suevorum. Etiam et in ipso concilio alias sedes elegerunt ubi episcopi ordinarentur ne inter episcopos contencio aliquatenus fieret, id est:
O preâmbulo do Paroquial Suevo informa de que os bispos do reino, reunidos em Lugo em janeiro do ano de 569, deram leitura duma carta do rei Teodomiro com indicações relativas à divisão territorial das dioceses. A tradução da carta é  a seguinte:
“Desejo, Santíssimos Padres, que tomeis as necessárias providências tendo em atenção que em toda a região da Galiza as dioceses são muitas vastas e os bispos são poucos, de modo que não podem visitar as suas igrejas senão uma vez por ano. Além disso, a província sendo  tão extensa, só tem um metropolita — e é penoso vir todos os anos das paróquias mais distantes ao concílio”.
Lida esta carta, os bispos decidiram, no concílio, promover a sé de Lugo a metropolitana, à semelhança da de Braga, porque o lugar era central para os bispos dos territórios confinantes e nesse lugar de Lugo, desde longa data, sempre se reunia a assembleia dos Suevos. Escolheram também no mesmo concílio outras sedes para as quais se deviam ordenar bispos.

## Dioceses

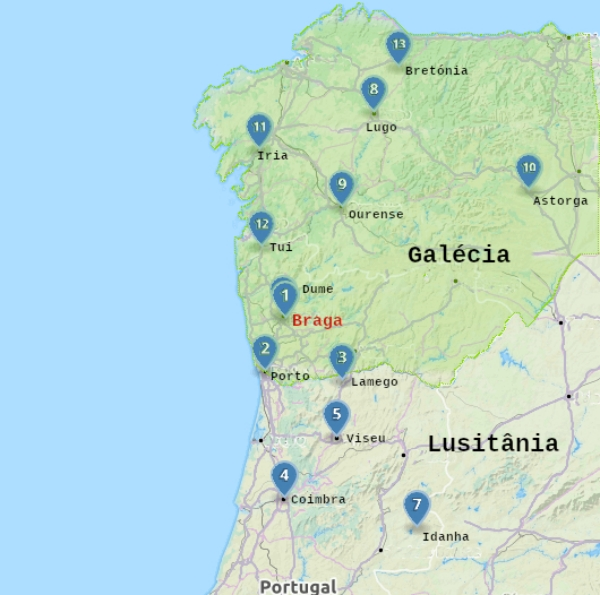
Localização das dioceses do Paroquial suevo

O documento recolhe as seguintes dioceses e paróquias:
- I. Diocese de Braga:

Ad cathedram Bracarensem (Sé de Braga) ecclesiae que in vicino sunt: Centumcellas. Coetos, Lameto (Roças ou Rossas), Anoaste, Milia, Ciliolis, Ad Portum (Prozelo), Agilio, Carandonis, Tauuis, Ciliatao, Cetaneo, Oculis  (Vizela)”,  Cerecis, Petroneto, Equesis, Ad saltum
item pagi: Pannonias (Vale de Nogueiras, Santuário de Panóias), Laetera (Vale de Telhas), Brigantia (Bragança, Castro de Avelãs) , [Aliste], Astiatico (Santiago f. Vila de Ala,  Mogadouro), Tureco (Balsemão f. Chacim,  Macedo de Cavaleiros)), [Vallariza], Auneco, Merobrio, Berese, Palantucio, Celo, Supelegio, Senequio ou Senequino’’.
- II Diocese de Porto :

Ad sedem Portugalensem in castro novo (Porto), ecclesias que in vicino sunt: Villanova ( Vila Nova da Telha ) , Betaonia, Visea, Menturio, Torebria, Bauvaste, Lumbo, Nescis, Napoli, Curmiano, Magneto, Leporeto, Melga, Tongobria (Tongóbriga, Freixo (Marco de Canaveses)), Villa Gomedei, Tauvasse 

item pagi Labrencio, Aliobrio (Cidadelhe (Mesão Frio) ), Valle Aritia, Truculo, Zepis, Mendolas, Palentiaca.
- III. Diocese de Lamego:

Ad Lamecum ipsum Lamecum (Lamego): Tuentica, Aravoca  (Arouca), Cantabriano, Omina, Camiano.
- IV. Diocese de Conímbriga:

Ad Conimbricensem: Conimbriga (Conímbriga), Eminio (Coimbra), Selio (Tomar), Lurbine, Insula, Antunane, Portucale castrum antiquom ( Vila Nova de Gaia).
- V. Diocese de Viseu:

Ad Visensem: Viseo (Viseu), Rodomiro, Submontio, Subverbeno, Osania, Ovellione, Tutela, Coleia, Caliabrica quae apud Gotos postea sedes fuit
- VI. Diocese de Dume:

Ad Dumio (Mosteiro de Dume) familia servorum.
- VII. Diocese de Idanha:

Ad Egitaniensem: tota Egitanis (Idanha-a-Velha), Minicipio, Francos.
- VIII.  Diocese de Lugo:

Ad Lucendum: Luco civitas cum adjacentia (cidade de  Lugo com os arredores)  sua quam tenent comites undecim, una cum: Carioga Quiroga, Sevios (ou Lemos Monforte de Lemos, Cavarcos Cabarcos  do municipio de Sobrado (León)
Mais as seguintes  igrejas que constam na versão de Lugo: [Montenigro, Parraga, Latra, Azumara, Segios, Triavada, Pogonti, Salvaterra, Monterroso, Doria, Deza, Colea].
- IX.  Diocese de Ourense:

Ad Auriensem: sedem , Palla Aurea (Ourense), Verugio (Cambeses, A Lama, Pontevedra) , Bibalos (Temes), Teporos (A Pobra de Trives), Geurros (Igreja de Geurros en Santa María de A Proba), Pincia (Santa María de Pinza, Viana do Bolo) , Cassavio (Santa María de Casaio, Carballeda de Valdeorras), Verecanos (por indentificar), Senabria (Puebla de Sanabria), Calapacios majores (Calabor).
- X.  Diocese de Astorga:

Ad Asturicensem: sedem ipsa Astorica (Astorga), Legio, Bergido, Petra speranti, Comanca, Ventosa, Maurelos superiores et inferiores, Senimure, Fraucelos, Pesicos.
- XI.Diocese de Iria:

Ad Iriandem: sedem ipsa Iria (Padrón), Morracio (Cangas del Morrazo ou outra freguesia por perto), Salinense (Cambados?), Contenos (Cuntis), Celenos (Caldas de Reis?), Metacios (Silleda?), Mercienses (Santa María de Merza da Vila de Cruces), Pestemarcos (Posmarcos),
Mais as seguintes  igrejas que constam na versão de Santiago de Compostela: [Coporos, Celticos, Bregantinos, Prutenos, Prucios, Besancos, Trasancos, Lapaciencos, Arros].
- XII. Diocese de Tui:

Ad Tudensem (Tui): ecclesias que in vicino sunt: Turedo (O Touredo  em A Cañiza), Tabule  (Taboexa em As Neves) , Lucoparre (Longos Vales, concelho de Monção) , Aureas (Santa María de Areas em Ponteareas), Langetude (A Lenguda em Pías), Carisiano (Carrizán em Escuadra), Marciliana (lugar de Marzán em Rosal) , Turonio (lugar de Torroña  em Burgueira, Celesantes (Cesantes em Redondela , Toruca (Pontevedra).
item pagi: unone (Avión), Sacria (Sagra em O Carballiño) , Erbilione (Ervelho freguesia de Cristelo Covo, concelho de Valença do Minho ), Cauda (Canda, freguesia de Alvaredo, concelho de Melgaço), Ovinia (Vinha freguesia de Areosa concelho de Viana do Castelo) , Cartase (Cartas freguesia de Mentrestido concelho de  Vila Nova de Cerveira).
- XIII. Diocese de Bretónia:

Ad sedem Britonorum ecclesias (Santa María de Bretoña, A Pastoriza) que sunt intro Britones una cum monasterio Maximi  (San Martiño de Mondoñedo  em Foz) et que in Asturiis sunt.

## Evolução do número de dioceses
| Concílios        | Braga 561 | Lugo 569? | Braga 572 |
| Lista dos Bispos | 1. Lucretius episcopus (Braga) 2. Andreas episcopus (Iria) 3. Martinus episcopus (Dume) 4. Cottus episcopus 5. Hildericus episcopus 6. Lucetius episcopus (Conímbriga?) 7. Timotheus episcopus 8. Maliosus episcopus (Bretonia?) | 1. Martinus Bracarensis sedis metropolitanus (Braga) 2. Renisol Bissensis ecclesie episcopus (Viseu) 3. Lucretius Colimbriensis ecclesie episcopus (Conímbriga) 4. Adoric Egestane (Idanha) 5. (Lamego) 6. Viator Magnatensis ecclesie episcopus (Meinedo/Porto) 7. Nitigius Lucensis ecclesie metropolitanus (lugo) 8. Vintimer Auriensis ecclesie episcopus (Ourense) 9. Andreas Iriensis ecclesie episcopus (Iria) 10. Anila Tudensis ecclesie episcopus (Tui) 11. Polimius Asturiensis ecclesie episcopus (Astorga) 12. Mailoc Britonio ecclesie episcopus (Bretónia) 13. Martinus Bracarensis (Dume) | 1. Martinus Bracarensis metropolitanę eclesie episcopus (Braga) 2. Remisol Bisensis eclesie episcopus (Viseu) 3. Lucentius Columbrigensis eclesiae episcopus (Conímbriga) 4. Adorice Getane eclesiae episcopus (Idanha) 5. Sardinarius Lamicensis eclesiae episcopus (Lamego) 6. Viator Magnetensis eclesiae episcopus (Meinedo/Porto) 7. Nitigis Lucensis metropolitanus episcopus eclesiae (Lugo) 8. Andreas Heresis eclesiae episcopus (Iria) 9. Vitimer Auriensis eclesiae episcopus (Ourense) 10. Anila Tudens eclesie episcopus (Tui) 11. Pulemius Asturicensis eclesiae episcopus (Astorga) 12. Mayloc, Brittinorum eclesiae episcopus (Bretonia) 13. Martinus Bracarensis (Dume) |